# 24 ur Le Mansa 2009
24 ur Le Mansa 2009 je bila sedeminsedemdeseta vzdržljivostna dirka 24 ur Le Mansa. Potekala je 13. in 14. junija 2009 na dirkališču Circuit de la Sarthe.

## Kvalifikacije
| Poz | Št  | Moštvo                     | Razred | Čas      | Zaostanek |
| --- | --- | -------------------------- | ------ | -------- | --------- |
| 1   | 8   | Team Peugeot Total         | LMP1   | 3:22.888 |           |
| 2   | 1   | Audi Sport Team Joest      | LMP1   | 3:23.650 | +0.762    |
| 3   | 7   | Team Peugeot Total         | LMP1   | 3:24.860 | +1.972    |
| 4   | 17  | Pescarolo Sport            | LMP1   | 3:25.062 | +2.174    |
| 5   | 9   | Peugeot Sport Total        | LMP1   | 3:25.252 | +2.364    |
| 6   | 2   | Audi Sport North America   | LMP1   | 3:25.780 | +2.892    |
| 7   | 3   | Audi Sport Team Joest      | LMP1   | 3:27.106 | +4.218    |
| 8   | 007 | AMR Eastern Europe         | LMP1   | 3:27.180 | +4.292    |
| 9   | 008 | Aston Martin Racing        | LMP1   | 3:27.704 | +4.816    |
| 10  | 13  | Speedy Racing Team Sebah   | LMP1   | 3:28.134 | +5.246    |
| 11  | 23  | Strakka Racing             | LMP1   | 3:29.798 | +6.910    |
| 12  | 16  | Pescarolo Sport            | LMP1   | 3:30.466 | +7.578    |
| 13  | 15  | Kolles                     | LMP1   | 3:31.192 | +8.304    |
| 14  | 14  | Kolles                     | LMP1   | 3:31.548 | +8.660    |
| 15  | 10  | Team Oreca Matmut AIM      | LMP1   | 3:33.514 | +10.626   |
| 16  | 11  | Team Oreca Matmut AIM      | LMP1   | 3:33.860 | +10.972   |
| 17  | 009 | Aston Martin Racing        | LMP1   | 3:33.968 | +11.080   |
| 18  | 6   | Team LNT                   | LMP1   | 3:35.804 | +12.916   |
| 19  | 4   | Creation Autosportif       | LMP1   | 3:36.552 | +13.072   |
| 20  | 31  | Team Essex                 | LMP2   | 3:37.720 | +14.832   |
| 21  | 5   | Navi Team Goh              | LMP2   | 3:37.802 | +14.914   |
| 22  | 12  | Signature Plus             | LMP1   | 3:39.326 | +16.438   |
| 23  | 33  | Speedy Racing Team Sebah   | LMP2   | 3:41.724 | +18.836   |
| 24  | 25  | Ray Mallock Ltd.           | LMP2   | 3:41.952 | +19.064   |
| 25  | 40  | Quifel ASM Team            | LMP2   | 3:42.012 | +19.124   |
| 26  | 30  | Racing Box                 | LMP2   | 3:42.848 | +19.960   |
| 27  | 41  | GAC Racing Team            | LMP2   | 3:44.830 | +21.942   |
| 28  | 35  | OAK Racing                 | LMP2   | 3:45.032 | +22.144   |
| 29  | 32  | Barazi-Epsilon             | LMP2   | 3:52.956 | +30.068   |
| 30  | 39  | Kruse-Schiller Motorsport  | LMP2   | 3:53.072 | +30.184   |
| 31  | 63  | Corvette Racing            | GT1    | 3:54.230 | +31.342   |
| 32  | 64  | Corvette Racing            | GT1    | 3:54.702 | +31.814   |
| 33  | 26  | Bruichladdich Bruneau Team | LMP2   | 3:55.320 | +32.432   |
| 34  | 66  | Jetalliance Racing         | GT1    | 3:56.126 | +33.238   |
| 35  | 72  | Luc Alphand Aventures      | GT1    | 3:57.170 | +34.282   |
| 36  | 24  | OAK Racing                 | LMP2   | 3:57.524 | +34.636   |
| 37  | 73  | Luc Alphand Aventures      | GT1    | 4:00.528 | +35.676   |
| 38  | 80  | Flying Lizard Motorsports  | GT2    | 4:03.202 | +40.314   |
| 39  | 77  | Team Felbermayr-Proton     | GT2    | 4:03.232 | +40.344   |
| 40  | 82  | Risi Competizione          | GT2    | 4:04.056 | +41.168   |
| 41  | 99  | JMB Racing                 | GT2    | 4:04.084 | +41.196   |
| 42  | 97  | BMS Scuderia Italia        | GT2    | 4:04.222 | +41.334   |
| 43  | 76  | IMSA Performance Matmut    | GT2    | 4:04.648 | +41.760   |
| 44  | 78  | AF Corse                   | GT2    | 4:04.938 | +42.050   |
| 45  | 92  | JMW Motorsport             | GT2    | 4:05.168 | +42.280   |
| 46  | 87  | Drayson Racing             | GT2    | 4:06.482 | +43.594   |
| 47  | 89  | Hankook Team Farnbacher    | GT2    | 4:06.612 | +43.724   |
| 48  | 85  | Snoras Spyker Squadron     | GT2    | 4:08.348 | +45.460   |
| 49  | 84  | Team Modena                | GT2    | 4:08.508 | +45.620   |
| 50  | 83  | Risi Competizione          | GT2    | 4:08.758 | +45.870   |
| 51  | 70  | IMSA Performance Matmut    | GT2    | 4:10.014 | +47.126   |
| 52  | 75  | Endurance Asia Team        | GT2    | 4:10.456 | +47.568   |
| 53  | 96  | Virgo Motorsport           | GT2    | 4:10.664 | +47.776   |
| 54  | 81  | Advanced Engineering       | GT2    | 4:13.920 | +51.032   |
| 55  | 68  | JLOC                       | GT1    | 4:21.812 | +58.924   |

## Dirka
Zmagovalci svojega razreda so odebeljeni. Dirkalniki, ki niso prevozili 75% razdalje zmagovalca niso uvrščeni (NC).
| Poz    | Razred | Št  | Moštvo                                         | Dirkači                                                    | Šasija                               | Gume | Krogi |
| Poz    | Razred | Št  | Moštvo                                         | Dirkači                                                    | Motor                                | Gume | Krogi |
| ------ | ------ | --- | ---------------------------------------------- | ---------------------------------------------------------- | ------------------------------------ | ---- | ----- |
| 1      | LMP1   | 9   | Peugeot Sport Total                            | David Brabham Marc Gené Alexander Wurz                     | Peugeot 908 HDi FAP                  | M    | 382   |
| 1      | LMP1   | 9   | Peugeot Sport Total                            | David Brabham Marc Gené Alexander Wurz                     | Peugeot HDi 5.5 L Turbo V12 (Diesel) | M    | 382   |
| 2      | LMP1   | 8   | Team Peugeot Total                             | Franck Montagny Sébastien Bourdais Stéphane Sarrazin       | Peugeot 908 HDi FAP                  | M    | 381   |
| 2      | LMP1   | 8   | Team Peugeot Total                             | Franck Montagny Sébastien Bourdais Stéphane Sarrazin       | Peugeot HDi 5.5 L Turbo V12 (Diesel) | M    | 381   |
| 3      | LMP1   | 1   | Audi Sport Team Joest                          | Tom Kristensen Allan McNish Rinaldo Capello                | Audi R15 TDI                         | M    | 376   |
| 3      | LMP1   | 1   | Audi Sport Team Joest                          | Tom Kristensen Allan McNish Rinaldo Capello                | Audi TDI 5.5 L Turbo V10 (Diesel)    | M    | 376   |
| 4      | LMP1   | 007 | AMR Eastern Europe                             | Jan Charouz Tomáš Enge Stefan Mücke                        | Lola-Aston Martin B09/60             | M    | 373   |
| 4      | LMP1   | 007 | AMR Eastern Europe                             | Jan Charouz Tomáš Enge Stefan Mücke                        | Aston Martin 6.0 L V12               | M    | 373   |
| 5      | LMP1   | 11  | Team Oreca Matmut AIM                          | Olivier Panis Nicolas Lapierre Soheil Ayari                | Oreca 01                             | M    | 370   |
| 5      | LMP1   | 11  | Team Oreca Matmut AIM                          | Olivier Panis Nicolas Lapierre Soheil Ayari                | AIM YS5.5 5.5 L V10                  | M    | 370   |
| 6      | LMP1   | 7   | Team Peugeot Total                             | Nicolas Minassian Pedro Lamy Christian Klien               | Peugeot 908 HDi FAP                  | M    | 369   |
| 6      | LMP1   | 7   | Team Peugeot Total                             | Nicolas Minassian Pedro Lamy Christian Klien               | Peugeot HDi 5.5 L Turbo V12 (Diesel) | M    | 369   |
| 7      | LMP1   | 14  | Kolles                                         | Charles Zwolsman, Jr. Narain Karthikeyan André Lotterer    | Audi R10 TDI                         | M    | 369   |
| 7      | LMP1   | 14  | Kolles                                         | Charles Zwolsman, Jr. Narain Karthikeyan André Lotterer    | Audi TDI 5.5 L Turbo V12 (Diesel)    | M    | 369   |
| 8      | LMP1   | 16  | Pescarolo Sport                                | Christophe Tinseau Bruce Jouanny João Barbosa              | Pescarolo 01                         | M    | 368   |
| 8      | LMP1   | 16  | Pescarolo Sport                                | Christophe Tinseau Bruce Jouanny João Barbosa              | Judd GV5.5 S2 5.5 L V10              | M    | 368   |
| 9      | LMP1   | 15  | Kolles                                         | Christian Bakkerud Christijan Albers Giorgio Mondini       | Audi R10 TDI                         | M    | 360   |
| 9      | LMP1   | 15  | Kolles                                         | Christian Bakkerud Christijan Albers Giorgio Mondini       | Audi TDI 5.5 L Turbo V12 (Diesel)    | M    | 360   |
| 10     | LMP2   | 31  | Team Essex Poulsen Motorsport                  | Casper Elgaard Kristian Poulsen Emmanuel Collard           | Porsche RS Spyder Evo                | M    | 357   |
| 10     | LMP2   | 31  | Team Essex Poulsen Motorsport                  | Casper Elgaard Kristian Poulsen Emmanuel Collard           | Porsche MR6 3.4 L V8                 | M    | 357   |
| 11     | LMP1   | 12  | Signature Plus                                 | Pierre Ragues Franck Mailleux Didier André                 | Courage-Oreca LC70E                  | M    | 344   |
| 11     | LMP1   | 12  | Signature Plus                                 | Pierre Ragues Franck Mailleux Didier André                 | Judd GV5.5 S2 5.5 L V10              | M    | 344   |
| 12     | LMP2   | 33  | Speedy Racing Team Sebah Automotive            | Benjamin Leuenberger Xavier Pompidou Jonny Kane            | Lola B08/80                          | M    | 343   |
| 12     | LMP2   | 33  | Speedy Racing Team Sebah Automotive            | Benjamin Leuenberger Xavier Pompidou Jonny Kane            | Judd DB 3.4 L V8                     | M    | 343   |
| 13     | LMP1   | 008 | Aston Martin Racing                            | Anthony Davidson Darren Turner Jos Verstappen              | Lola-Aston Martin B09/60             | M    | 342   |
| 13     | LMP1   | 008 | Aston Martin Racing                            | Anthony Davidson Darren Turner Jos Verstappen              | Aston Martin 6.0 L V12               | M    | 342   |
| 14     | LMP1   | 13  | Speedy Racing Team Sebah Automotive            | Andrea Belicchi Nicolas Prost Neel Jani                    | Lola B08/60                          | M    | 342   |
| 14     | LMP1   | 13  | Speedy Racing Team Sebah Automotive            | Andrea Belicchi Nicolas Prost Neel Jani                    | Aston Martin 6.0 L V12               | M    | 342   |
| 15     | GT1    | 63  | Corvette Racing                                | Johnny O'Connell Jan Magnussen Antonio García              | Chevrolet Corvette C6.R              | M    | 342   |
| 15     | GT1    | 63  | Corvette Racing                                | Johnny O'Connell Jan Magnussen Antonio García              | Chevrolet LS7.R 7.0 L V8             | M    | 342   |
| 16     | GT1    | 73  | Luc Alphand Aventures                          | Xavier Maassen Yann Clairay Julien Jousse                  | Chevrolet Corvette C6.R              | D    | 336   |
| 16     | GT1    | 73  | Luc Alphand Aventures                          | Xavier Maassen Yann Clairay Julien Jousse                  | Chevrolet LS7.R 7.0 L V8             | D    | 336   |
| 17     | LMP1   | 3   | Audi Sport Team Joest                          | Timo Bernhard Romain Dumas Alexandre Prémat                | Audi R15 TDI                         | M    | 333   |
| 17     | LMP1   | 3   | Audi Sport Team Joest                          | Timo Bernhard Romain Dumas Alexandre Prémat                | Audi TDI 5.5 L Turbo V10 (Diesel)    | M    | 333   |
| 18     | GT2    | 82  | Risi Competizione                              | Jaime Melo Pierre Kaffer Mika Salo                         | Ferrari F430 GT2                     | M    | 329   |
| 18     | GT2    | 82  | Risi Competizione                              | Jaime Melo Pierre Kaffer Mika Salo                         | Ferrari 4.0 L V8                     | M    | 329   |
| 19     | GT2    | 97  | BMS Scuderia Italia                            | Fabio Babini Matteo Malucelli Paolo Ruberti                | Ferrari F430 GT2                     | P    | 327   |
| 19     | GT2    | 97  | BMS Scuderia Italia                            | Fabio Babini Matteo Malucelli Paolo Ruberti                | Ferrari 4.0 L V8                     | P    | 327   |
| 20     | LMP2   | 24  | OAK Racing Team Mazda France                   | Jacques Nicolet Richard Hein Jean-François Yvon            | Pescarolo 01                         | D    | 325   |
| 20     | LMP2   | 24  | OAK Racing Team Mazda France                   | Jacques Nicolet Richard Hein Jean-François Yvon            | Mazda MZR-R 2.0 L Turbo I4           | D    | 325   |
| 21     | LMP1   | 23  | Strakka Racing                                 | Nick Leventis Peter Hardman Danny Watts                    | Ginetta-Zytek 09S                    | M    | 325   |
| 21     | LMP1   | 23  | Strakka Racing                                 | Nick Leventis Peter Hardman Danny Watts                    | Zytek 4.5 L V8                       | M    | 325   |
| 22     | GT2    | 83  | Risi Competizione Krohn Racing                 | Tracy Krohn Eric van de Poele Nic Jönsson                  | Ferrari F430 GT2                     | M    | 323   |
| 22     | GT2    | 83  | Risi Competizione Krohn Racing                 | Tracy Krohn Eric van de Poele Nic Jönsson                  | Ferrari 4.0 L V8                     | M    | 323   |
| 23     | GT2    | 92  | JMW Motorsport                                 | Rob Bell Andrew Kirkaldy Tim Sugden                        | Ferrari F430 GT2                     | D    | 320   |
| 23     | GT2    | 92  | JMW Motorsport                                 | Rob Bell Andrew Kirkaldy Tim Sugden                        | Ferrari 4.0 L V8                     | D    | 320   |
| 24     | LMP1   | 4   | Creation Autosportif                           | Jamie Campbell-Walter Vanina Ickx Romain Ianetta           | Creation CA07                        | M    | 319   |
| 24     | LMP1   | 4   | Creation Autosportif                           | Jamie Campbell-Walter Vanina Ickx Romain Ianetta           | Judd GV5.5 S2 5.5 L V10              | M    | 319   |
| 25     | GT2    | 85  | Snoras Spyker Squadron                         | Tom Coronel Jeroen Bleekemolen Jaroslav Janiš              | Spyker C8 Laviolette GT2-R           | M    | 319   |
| 25     | GT2    | 85  | Snoras Spyker Squadron                         | Tom Coronel Jeroen Bleekemolen Jaroslav Janiš              | Audi 3.8 L V8                        | M    | 319   |
| 26     | GT2    | 78  | AF Corse                                       | Gianmaria Bruni Luis Pérez Companc Matías Russo            | Ferrari F430 GT2                     | M    | 317   |
| 26     | GT2    | 78  | AF Corse                                       | Gianmaria Bruni Luis Pérez Companc Matías Russo            | Ferrari 4.0 L V8                     | M    | 317   |
| 27     | GT2    | 84  | Team Modena                                    | Leo Mansell Pierre Ehret Roman Rusinov                     | Ferrari F430 GT2                     | M    | 314   |
| 27     | GT2    | 84  | Team Modena                                    | Leo Mansell Pierre Ehret Roman Rusinov                     | Ferrari 4.0 L V8                     | M    | 314   |
| 28     | LMP2   | 32  | Barazi-Epsilon                                 | Juan Barazi Phil Bennett Stuart Moseley                    | Zytek 07S/2                          | D    | 306   |
| 28     | LMP2   | 32  | Barazi-Epsilon                                 | Juan Barazi Phil Bennett Stuart Moseley                    | Zytek 2ZG348 3.4 L V8                | D    | 306   |
| 29     | GT2    | 99  | JMB Racing                                     | Manuel Rodrigues Yvan Lebon Christophe Bouchut             | Ferrari F430 GT2                     | M    | 304   |
| 29     | GT2    | 99  | JMB Racing                                     | Manuel Rodrigues Yvan Lebon Christophe Bouchut             | Ferrari 4.0 L V8                     | M    | 304   |
| 30     | GT2    | 81  | Advanced Engineering Team Seattle              | Patrick Dempsey Don Kitch, Jr. Joe Foster                  | Ferrari F430 GT2                     | M    | 301   |
| 30     | GT2    | 81  | Advanced Engineering Team Seattle              | Patrick Dempsey Don Kitch, Jr. Joe Foster                  | Ferrari 4.0 L V8                     | M    | 301   |
| 31     | GT1    | 66  | Jetalliance Racing                             | Lukas Lichtner-Hoyer Thomas Gruber Alex Müller             | Aston Martin DBR9                    | M    | 294   |
| 31     | GT1    | 66  | Jetalliance Racing                             | Lukas Lichtner-Hoyer Thomas Gruber Alex Müller             | Aston Martin 6.0 L V12               | M    | 294   |
| 32     | GT2    | 96  | Virgo Motorsport                               | Sean McInerney Michael McInerney Michael Vergers           | Ferrari F430 GT2                     | D    | 280   |
| 32     | GT2    | 96  | Virgo Motorsport                               | Sean McInerney Michael McInerney Michael Vergers           | Ferrari 4.0 L V8                     | D    | 280   |
| 33 NC  | GT2    | 75  | Endurance Asia Team Perspective Racing         | Darryl O'Young Philippe Hesnault Plamen Kralev             | Porsche 997 GT3-RSR                  | D    | 186   |
| 33 NC  | GT2    | 75  | Endurance Asia Team Perspective Racing         | Darryl O'Young Philippe Hesnault Plamen Kralev             | Porsche 4.0 L Flat-6                 | D    | 186   |
| 34 DNF | LMP2   | 5   | Navi Team Goh                                  | Seiji Ara Keisuke Kunimoto Sascha Maassen                  | Porsche RS Spyder Evo                | M    | 339   |
| 34 DNF | LMP2   | 5   | Navi Team Goh                                  | Seiji Ara Keisuke Kunimoto Sascha Maassen                  | Porsche MR6 3.4 L V8                 | M    | 339   |
| 35 DNF | GT1    | 64  | Corvette Racing                                | Oliver Gavin Olivier Beretta Marcel Fässler                | Chevrolet Corvette C6.R              | M    | 311   |
| 35 DNF | GT1    | 64  | Corvette Racing                                | Oliver Gavin Olivier Beretta Marcel Fässler                | Chevrolet LS7.R 7.0 L V8             | M    | 311   |
| 36 DNF | LMP2   | 25  | Ray Mallock Ltd.                               | Thomas Erdos Mike Newton Chris Dyson                       | Lola B08/86                          | M    | 273   |
| 36 DNF | LMP2   | 25  | Ray Mallock Ltd.                               | Thomas Erdos Mike Newton Chris Dyson                       | Mazda MZR-R 2.0 L Turbo I4           | M    | 273   |
| 37 DNF | GT2    | 87  | Drayson Racing                                 | Paul Drayson Jonny Cocker Marino Franchitti                | Aston Martin V8 Vantage GT2          | M    | 272   |
| 37 DNF | GT2    | 87  | Drayson Racing                                 | Paul Drayson Jonny Cocker Marino Franchitti                | Aston Martin 4.5 L V8                | M    | 272   |
| 38 DNF | GT2    | 76  | IMSA Performance Matmut                        | Patrick Pilet Raymond Narac Patrick Long                   | Porsche 997 GT3-RSR                  | M    | 265   |
| 38 DNF | GT2    | 76  | IMSA Performance Matmut                        | Patrick Pilet Raymond Narac Patrick Long                   | Porsche 4.0 L Flat-6                 | M    | 265   |
| 39 DNF | LMP2   | 39  | Kruse-Schiller Motorsport                      | Hideki Noda Jean de Pourtales Matthew Marsh                | Lola B07/46                          | D    | 261   |
| 39 DNF | LMP2   | 39  | Kruse-Schiller Motorsport                      | Hideki Noda Jean de Pourtales Matthew Marsh                | Mazda MZR-R 2.0 L Turbo I4           | D    | 261   |
| 40 DNF | LMP1   | 009 | Aston Martin Racing                            | Stuart Hall Harold Primat Peter Kox                        | Lola-Aston Martin B09/60             | M    | 252   |
| 40 DNF | LMP1   | 009 | Aston Martin Racing                            | Stuart Hall Harold Primat Peter Kox                        | Aston Martin 6.0 L V12               | M    | 252   |
| 41 DNF | LMP1   | 10  | Team Oreca Matmut AIM                          | Stéphane Ortelli Bruno Senna Tiago Monteiro                | Oreca 01                             | M    | 219   |
| 41 DNF | LMP1   | 10  | Team Oreca Matmut AIM                          | Stéphane Ortelli Bruno Senna Tiago Monteiro                | AIM YS5.5 5.5 L V10                  | M    | 219   |
| 42 DNF | LMP1   | 17  | Pescarolo Sport                                | Simon Pagenaud Jean-Christophe Boullion Benoît Tréluyer    | Peugeot 908 HDi FAP                  | M    | 210   |
| 42 DNF | LMP1   | 17  | Pescarolo Sport                                | Simon Pagenaud Jean-Christophe Boullion Benoît Tréluyer    | Peugeot HDi 5.5 L Turbo V12 (Diesel) | M    | 210   |
| 43 DNF | LMP2   | 35  | OAK Racing Team Mazda France                   | Matthieu Laheye Guillaume Moreau Karim Ajlani              | Pescarolo 01                         | D    | 208   |
| 43 DNF | LMP2   | 35  | OAK Racing Team Mazda France                   | Matthieu Laheye Guillaume Moreau Karim Ajlani              | Mazda MZR-R 2.0 L I4                 | D    | 208   |
| 44 DNF | LMP2   | 30  | Racing Box                                     | Andrea Piccini Thomas Biagi Matteo Bobbi                   | Lola B08/80                          | M    | 203   |
| 44 DNF | LMP2   | 30  | Racing Box                                     | Andrea Piccini Thomas Biagi Matteo Bobbi                   | Judd DB 3.4 L V8                     | M    | 203   |
| 45 DNF | GT2    | 80  | Flying Lizard Motorsports                      | Jörg Bergmeister Darren Law Seth Neiman                    | Porsche 997 GT3-RSR                  | M    | 194   |
| 45 DNF | GT2    | 80  | Flying Lizard Motorsports                      | Jörg Bergmeister Darren Law Seth Neiman                    | Porsche 4.0 L Flat-6                 | M    | 194   |
| 46 DNF | GT2    | 89  | Hankook Team Farnbacher                        | Dominik Farnbacher Allan Simonsen Christian Montanari      | Ferrari F430 GT2                     | H    | 183   |
| 46 DNF | GT2    | 89  | Hankook Team Farnbacher                        | Dominik Farnbacher Allan Simonsen Christian Montanari      | Ferrari 4.0 L V8                     | H    | 183   |
| 47 DNF | LMP1   | 6   | Team LNT                                       | Lawrence Tomlinson Richard Dean Nigel Moore                | Ginetta-Zytek 09S                    | M    | 178   |
| 47 DNF | LMP1   | 6   | Team LNT                                       | Lawrence Tomlinson Richard Dean Nigel Moore                | Zytek ZG408 4.0 L V8                 | M    | 178   |
| 48 DNF | LMP1   | 2   | Audi Sport North America                       | Marco Werner Lucas Luhr Mike Rockenfeller                  | Audi R15 TDI                         | M    | 104   |
| 48 DNF | LMP1   | 2   | Audi Sport North America                       | Marco Werner Lucas Luhr Mike Rockenfeller                  | Audi TDI 5.5 L Turbo V10 (Diesel)    | M    | 104   |
| 49 DNF | LMP2   | 41  | GAC Racing Team                                | Karim Ojjeh Claude-Yves Gosselin Philipp Peter             | Zytek 07S/2                          | M    | 102   |
| 49 DNF | LMP2   | 41  | GAC Racing Team                                | Karim Ojjeh Claude-Yves Gosselin Philipp Peter             | Zytek ZG384 3.4 L V8                 | M    | 102   |
| 50 DNF | GT2    | 70  | IMSA Performance Matmut Team Felbermayr-Proton | Michel Lecourt Horst Felbermayr, Sr. Horst Felbermayr, Jr. | Porsche 997 GT3-RSR                  | M    | 102   |
| 50 DNF | GT2    | 70  | IMSA Performance Matmut Team Felbermayr-Proton | Michel Lecourt Horst Felbermayr, Sr. Horst Felbermayr, Jr. | Porsche 4.0 L Flat-6                 | M    | 102   |
| 51 DNF | GT1    | 72  | Luc Alphand Aventures                          | Luc Alphand Stéphan Grégoire Patrice Goueslard             | Chevrolet Corvette C6.R              | D    | 99    |
| 51 DNF | GT1    | 72  | Luc Alphand Aventures                          | Luc Alphand Stéphan Grégoire Patrice Goueslard             | Chevrolet LS7.R 7.0 L V8             | D    | 99    |
| 52 DNF | LMP2   | 26  | Bruichladdich-Bruneau Team                     | Pierre Bruneau Marc Rostan Tim Greaves                     | Radical SR9                          | D    | 91    |
| 52 DNF | LMP2   | 26  | Bruichladdich-Bruneau Team                     | Pierre Bruneau Marc Rostan Tim Greaves                     | AER P07 2.0 L Turbo I4               | D    | 91    |
| 53 DNF | LMP2   | 40  | Quifel ASM Team                                | Miguel Amaral Olivier Pla Guy Smith                        | Ginetta-Zytek 09S/2                  | D    | 46    |
| 53 DNF | LMP2   | 40  | Quifel ASM Team                                | Miguel Amaral Olivier Pla Guy Smith                        | Zytek ZG348 3.4 L V8                 | D    | 46    |
| 54 DNF | GT2    | 77  | Team Felbermayr-Proton                         | Marc Lieb Wolf Henzler Richard Lietz                       | Porsche 997 GT3-RSR                  | M    | 24    |
| 54 DNF | GT2    | 77  | Team Felbermayr-Proton                         | Marc Lieb Wolf Henzler Richard Lietz                       | Porsche 4.0 L Flat-6                 | M    | 24    |
| 55 DNF | GT1    | 68  | JLOC                                           | Atsushi Yogo Yutaka Yamagishi Marco Apicella               | Lamborghini Murciélago R-GT          | Y    | 1     |
| 55 DNF | GT1    | 68  | JLOC                                           | Atsushi Yogo Yutaka Yamagishi Marco Apicella               | Lamborghini 6.0 L V12                | Y    | 1     |